# Zanamivir
El zanamivir es un inhibidor de la neuraminidasa utilizado en el tratamiento de la gripe común y en la profilaxis del virus A y B. Asimismo, ayuda a reducir la duración de los síntomas y evita la propagación de la enfermedad. 
Fue el primer inhibidor de la neuraminidasa distribuido comercialmente. Lo comercializa Glaxo Smith Kline, con la marca comercial Relenza, como un polvo para la inhalación oral.

## Desarrollo
El zanamivir se descubrió en 1989 como una medicación inhibidora de la neuraminidasa, indicada para el tratamiento y control de la gripe.
Este medicamento fue desarrollado por un grupo de científicos del Colegio Victoriano Farmacéutico de la Universidad Monash, en Melbourne, Australia. El equipo lo dirigió Mark von Itzstein, en asociación con el Commonwealth Scientific and Industrial Research Organisation - CSIRO. El descubrimiento del zanamivir fue parte del proyecto de Biota, una compañía farmacéutica australiana en biotecnología, para desarrollar agentes antivirales mediante diseño racional de drogas.
La aprobación del zanamivir para su distribución comercial en EE. UU. se llevó a cabo en medio de una controversia, ya que en 1999 un comité de la FDA lo rechazó por 13 votos -contra 4-, debido a la insuficiente información sobre su eficacia y seguridad. Se aprobó posteriormente, ese mismo año.[cita requerida]

## Trasfondo
La gripe, también denominada influenza, es causada por un virus que ataca las células del sistema respiratorio humano y daña los conductos del tracto respiratorio, produciendo su inflamación.  Se extiende rápidamente al replicarse asimismo en las células infectadas, produciendo miles de copias del virus en un corto período. En aproximadamente una hora puede destruir la célula infectada y propagar sus réplicas por el organismo en busca de nuevas células. Para algunas personas la gripe y sus complicaciones pueden ser severas e incluso fatales.
Las cepas A y B del virus de la gripe causan enfermedad, sin embargo la A es la más violenta. Esta última es la responsable tanto de la gripe estacional como de la pandémica (ej. gripe española de 1918) mientras que la cepa B no causa pandemias. Entre 1999 y 2000, nueve brotes de cepa A causaron muchas muertes en Inglaterra y Gales en comparación con sólo cuatro brotes de la B.
Zanamivir es parte de un grupo de medicamentos que inhiben la neuraminidasa. Estos se diseñaron para atacar a las células infectadas, evitando así la dispersión del virus hacia otras y reduciendo el tiempo de vida dentro del organismo.

## Avance
En 1990 la licencia del zanamivir fue vendida a la compañía Glaxo (actualmente, Glaxo Smith Kline o GSK). En 1999 el producto fue aprobado para su venta comercial en los Estados Unidos y subsecuentemente se ha registrado en más de 70 países. 
Tamiflu, el principal competidor de zanamivir, mostró menor eficacia para el tratamiento de la gripe, según estudios realizados en 2006. Debido a este informe, en agosto de 2006 Alemania anunció que compraría 1,7 millones de dosis de Relenza como parte de sus medidas de prevención contra la gripe aviar. 

## Cualidades terapéuticas
El zanamivir ha demostrado ser un inhibidor eficaz de la neuraminidasa, aislando el sitio activo de la proteína del virus, haciéndole imposible escapar de su célula huésped y previniendo su dispersión. Es también un inhibidor de la replicación del virus en pruebas in vitro e in vivo, aunque no necesariamente significa que sea un exitoso tratamiento de la influenza en un organismo humano. En pruebas clínicas se encontró que el zanamivir es capaz de reducir el tiempo de malestar a 1,5 días con una terapia iniciada dentro de las primeras 48 horas de los síntomas.
Zanamivir es un tratamiento seguro y eficaz de la gripe, pero debe ser administrado en cuanto aparecen los primeros síntomas. Lo ideal es que sea dentro de las primeras 6 a 12 horas. En algunos países este medicamento se consigue únicamente con una prescripción médica y usualmente este tiempo es crucial para su efectividad.

## Limitaciones
Una limitante es la baja biodisponibilidad oral del zanamivir. Esto significa que una administración oral es imposible, limitándose a vías de administración alternas (su uso en personas de edad avanzada puede producir broncoespasmos). Consecuentemente el zanamivir se administra por inhalación, a pesar de algunas objeciones por parte de la comunidad científica.
Zanamivir es un medicamento específico para el virus de la gripe, con una baja influencia sobre el sistema circulatorio. Asimismo no muestra signos de resistencia viral, sin embargo, debido a la ausencia de información específica sobre su toxicidad, la FDA no permite su uso en niños menores de 7 años. 
Debido a que la mayoría de los pacientes prefieren una dosis oral, el zanamivir no ha tenido tanta popularidad como el oseltamivir. Los pedidos de Tamiflu por parte del Reino Unido, Francia y otros países, con el objetivo de cubrir las necesidades del 20% o más de su población, han puesto a Roche al límite de su capacidad de producción. Sin embargo, zanamivir, al ser el primer inhibidor de la neuroamidasa en distribución comercial, posee un 1% del mercado de medicamentos.
De acuerdo con estudios clínicos y metaanálisis, el tratamiento con  los inhibidores de la neuraminidasa proporciona "pequeños efectos benéficos en el alivio de los síntomas". Oseltamivir ("Tamiflu") y zanamivir ("Relenza") apenas provocan una pequeña reducción en la duración de los síntomas, del orden de 12 horas promedio  El estudio de Shun-Shin et al concluye: 

- Antivirals (oseltamivir and zanamivir) shorten the median duration of influenza by 0.5 to 1.5 days and reduce transmission of influenza by 8%
- Antiviral treatment does not have a clinically significant effect on reducing asthmaexacerbations or on overall use of antibiotics, but  oseltamivir is associated with an increased risk of vomiting
- The effects of antivirals on reducing the course of illness or preventing complications in children with the current influenza pandemic are not known but, based on current evidence, might be limited

* Los antivirales (oseltamivir y zanamivir) acortan la duración media de la gripe entre 0,5 y 1,5 días y reducen la transmisión de la grupe en 8%
- El tratamiento con ativirales no tiene un efecto clínico significativo en reducir exacerbaciones asmáticas ni en el uso general de antibióticos, pero el oseltamivir está asociado con un aumento del riesgo de vómitos
- Los efectos de los antivirales en reducir el curso de la enfermedad o evitar complicaciones en niños con la actual pandemia de gripe no se conocen pero, basándonos en la evidencia actual, podrían ser limitados

Shun-Shin, M et al. "Neuraminidase inhibitors for treatment and prophylaxis of influenza in children"

## Efectos secundarios
- Raramente': convulsiones,[10][11] elevación del pulso cardiaco, fotosensibilidad, dolor, lagrimeo, dolor de articulaciones, problemas de respiración,[12] debilidad general.

- Menos comunes: problema temporal de audición, goteo nasal, diarrea, infecciones de garganta, dolor de cabeza, náuseas, dolor, vómito.